# Markus Larsson
Markus Larsson (Kil, 9 januari 1979) is een Zweeds voormalig alpineskiër. Hij nam viermaal deel aan de Olympische Winterspelen, maar behaalde geen medaille.

## Carrière
Larsson maakte zijn wereldbekerdebuut in november 1999 tijdens de slalom in Beaver Creek. In 2002 nam Larsson een eerste keer deel aan de 
Olympische Winterspelen. Hij eindigde zevende op de Olympische Slalom
Op 9 januari 2005 skiede Larsson naar een eerste podiumplaats in een wereldbekerwedstrijd op de slalom in Chamonix, waar hij derde werd. Later dat jaar viel Larsson net naast het podium op de WK 2005, waar hij als vierde eindigde op de slalom.
In 2006 won Larsson twee wereldbekerslaloms in Åre en Alta Badia. In datzelfde jaar nam Larsson opnieuw deel aan de Olympische Winterspelen. In Turijn eindigde Larsson als elfde op de combinatie, terwijl hij in de slalom ditmaal de finish niet kon bereiken. 
Samen met Patrik Järbyn, Jens Byggmark, Hans Olsson, Anna Ottosson en Anja Pärson veroverde hij de zilveren medaille in de landenwedstrijd op de WK 2007.
Op de Olympische Winterspelen 2010 eindigde hij op de 16e plaats op de supercombinatie, 27e op de reuzenslalom en 43e op de afdaling.

## Resultaten

### Wereldkampioenschappen
| Jaar | Plaats                 | Resultaten                                           |
| ---- | ---------------------- | ---------------------------------------------------- |
| 2001 | Sankt Anton am Arlberg | 18e Slalom                                           |
| 2003 | Sankt Moritz           | 6e Combinatie 10e Slalom                             |
| 2005 | Bormio                 | 4e Slalom                                            |
| 2007 | Åre                    | Landenwedstrijd · DNF Super-Combinatie · DNF2 Slalom |
| 2013 | Schladming             | DNF2 Slalom                                          |
| 2015 | Vail/Beaver Creek      | 7e Slalom                                            |

### Olympische Spelen
| Jaar | Plaats         | Resultaten                                        |
| ---- | -------------- | ------------------------------------------------- |
| 2002 | Salt Lake City | 7e Slalom                                         |
| 2006 | Turijn         | 11e Combinatie DNF1 Slalom                        |
| 2010 | Vancouver      | 16e Supercombinatie 27e Reuzenslalom 43e Afdaling |
| 2014 | Sotsji         | 7e Slalom                                         |

### Wereldbeker
Eindklasseringen
| Seizoen   | Algm | SL  | RS  | SC  |
| --------- | ---- | --- | --- | --- |
| 2000/2001 | 122e | 48e | -   | -   |
| 2001/2002 | 51e  | 17e | -   | -   |
| 2002/2003 | 68e  | 26e | -   | -   |
| 2003/2004 | 53e  | 28e | -   | 13e |
| 2004/2005 | 37e  | 11e | -   | 9e  |
| 2005/2006 | 26e  | 9e  | 53e | 29e |
| 2006/2007 | 22e  | 4e  | 32e | 39e |
| 2007/2008 | 36e  | 24e | 26e | 13e |
| 2008/2009 | 44e  | 26e | 24e | 16e |
| 2009/2010 | 46e  | 27e | 24e | 20e |
| 2010/2011 | 49e  | 21e | 36e | -   |
| 2011/2012 | 61e  | 23e | -   | -   |
| 2012/2013 | 42e  | 15e | -   | -   |
| 2013/2014 | 39e  | 11e | -   | -   |
| 2014/2015 | 36e  | 11e | -   | -   |
| 2015/2016 | 139e | 50e | -   | -   |

Wereldbekerzeges
| Datum            | Plaats     | Onderdeel |
| ---------------- | ---------- | --------- |
| 18 maart 2006    | Åre        | Slalom    |
| 18 december 2006 | Alta Badia | Slalom    |